# Bryopa lata
Bryopa lata is een tweekleppigensoort uit de familie van de Clavagellidae. De wetenschappelijke naam van de soort is voor het eerst geldig gepubliceerd in 1834 door Broderip.